# 에릭 매코맥
에릭 매코맥(Eric McCormack, 1963년 4월 18일 ~ )은 미국의 배우이다. 캐나다 출신 미국인으로 윌 앤 그레이스에서 윌 트루만 역할을 하였다. 윌 트루만은 게이 변호사로 주인공역할이었으며, 이 프로는 대히트를 친 시리즈로 명성을 쌓았다.

## 출연 작품
- 마일스와 함께 집 짓기 (2016)
- 퍼셉션 시즌3 (2014)
- 로미오 킬러 (2013)
- 퍼셉션 시즌2 (2013)
- 바리케이드 (2012)
- 나이프 파이트 (2012)
- 퍼셉션 (2012)
- 텍스트얼리티 (2011)
- 에일리언 트레스패스 (2009)
- 마이 원 앤 온리 (2009)
- 안드로메다의 위기 (2008)
- 브레이크 어 레그 (2005)
- 시스터즈 (2005)
- 아메리칸 아이돌 (2002)
- 홀리 맨 (1998)
- 윌 & 그레이스 (1998)
- 원나잇 어페어 (1997)
- 더 데일리 쇼 위드 존 스튜어트 (1996)
- 죽지 않는 사나이 (1995)
- 아일랜드 시티 (1994)
- 더블, 더블, 토일 앤 트러블 (1993)
- 킬러의 본능 (1993)
- 코브라(영어판) (1993)
- 잃어버린 세계 2 (1992)
- 잃어버린 세계 (1992)